# Rana (genre)
Pour les articles homonymes, voir Rana.
Genre
Synonymes
- Ranaria Rafinesque, 1814
- Crotaphitis Schulze, 1891
- Amerana Dubois, 1992
- Aurorana Dubois, 1992
- Pseudoamolops Fei, Ye & Jiang, 2000
- Laurasiarana Hillis & Wilcox, 2005
- Liuhurana Fei, Ye, Jiang, Dubois & Ohler, 2010

Rana est un genre d'amphibiens de la famille des Ranidae. 

## Répartition
Les 49 espèces de ce genre se rencontrent en Europe, en Asie, en Amérique du Nord, en Amérique centrale et dans la moitié Nord de l'Amérique du Sud.

## Description
Les espèces du genre Rana sont d'excellents sauteurs en raison de leurs longues pattes arrière. Leur coloration varie généralement du vert au brun avec souvent des taches sur le dos.
Elles ont comme caractéristiques : 
- une pupille contractée dessinant un trait horizontal ;
- des tympans bien visibles derrière l'œil ;
- des bourrelets plus ou moins marqués de chaque côté du dos ;
- des proéminences aux niveaux des articulations des doigts et orteils.

## Liste des espèces
Selon Amphibian Species of the World (9 octobre 2015) :
- Rana amurensis Boulenger, 1886
- Rana arvalis Nilsson, 1842 - Grenouille des champs ou Grenouille oxyrhine
- Rana asiatica Bedriaga, 1898
- Rana aurora Baird & Girard, 1852 - Grenouille à pattes rouges
- Rana boylii Baird, 1854
- Rana cascadae Slater, 1939
- Rana chaochiaoensis Liu, 1946
- Rana chensinensis David, 1875
- Rana chevronta Hu & Ye, 1978
- Rana coreana Okada, 1928
- Rana culaiensis Li, Lu & Li, 2008
- Rana dalmatina Fitzinger, 1839 - Grenouille agile ou Grenouille pisseuse
- Rana draytonii Baird & Girard, 1852
- Rana dybowskii Günther, 1876
- Rana graeca Boulenger, 1891 - Grenouille grecque
- Rana hanluica Shen, Jiang & Yang, 2007
- Rana holtzi Werner, 1898
- Rana huanrensis Fei, Ye & Huang, 1990
- Rana iberica Boulenger, 1879 - Grenouille ibérique
- Rana italica Dubois, 1987 - Grenouille italienne
- Rana japonica Boulenger, 1879
- Rana jiemuxiensis Yan, Jiang, Chen, Fang, Jin, Li, Wang, Murphy, Che & Zhang, 2011
- Rana johnsi Smith, 1921
- Rana kobai Matsui, 2011
- Rana kukunoris Nikolskii, 1918
- Rana latastei Boulenger, 1879 - Grenouille de Lataste
- Rana longicrus Stejneger, 1898
- Rana luteiventris Thompson, 1913 - Grenouille maculée de Columbia
- Rana macrocnemis Boulenger, 1885
- Rana muscosa Camp, 1917 - Grenouille des montagnes à pattes jaunes
- Rana neba Ryuzaki, Hasegawa & Kuramoto, 2014
- Rana omeimontis Ye & Fei, 1993
- Rana ornativentris Werner, 1903
- Rana pirica Matsui, 1991
- Rana pretiosa Baird & Girard, 1853 - Grenouille maculée de l'Orégon
- Rana pseudodalmatina Eiselt & Schmidtler, 1971
- Rana pyrenaica Serra-Cobo, 1993 - Grenouille des Pyrénées
- Rana sakuraii Matsui & Matsui, 1990
- Rana sauteri Boulenger, 1909
- Rana shuchinae Liu, 1950
- Rana sierrae Camp, 1917
- Rana tagoi Okada, 1928
- Rana tavasensis Baran & Atatür, 1986
- Rana temporaria Linnaeus, 1758 - Grenouille rousse
- Rana tsushimensis Stejneger, 1907
- Rana uenoi Matsui, 2014
- Rana ulma Matsui, 2011
- Rana zhengi Zhao, 1999
- Rana zhenhaiensis Ye, Fei & Matsui, 1995

En 2017, une nouvelle espèce a été décrite (ZooKeys):
- Rana luanchuanensis Zhao, Yang, Wang, Li, Murphy, Che & Yuan

## Étymologie
Le nom de ce genre vient du latin rana, « grenouille ».

## Publication originale
- Linnaeus, 1758 : Systema naturae per regna tria naturae, secundum classes, ordines, genera, species, cum characteribus, differentiis, synonymis, locis, ed. 10 (texte intégral).